# Afgekia mahidolae
Afgekia mahidolae är en ärtväxtart som beskrevs av Brian Laurence Burtt och Chermsir. Afgekia mahidolae ingår i släktet Afgekia och familjen ärtväxter. Inga underarter finns listade i Catalogue of Life.